# ماونت فيرنون (أوريغون)
ماونت فيرنون (بالإنجليزية: Mount Vernon, Oregon)‏ هي مدينة تقع في مقاطعة غرانت، أوريغون بولاية أوريغون في الولايات المتحدة. تبلغ مساحة هذه المدينة 1.76 (كم²)، وترتفع عن سطح البحر 873.25 م، بلغ عدد سكانها 527 نسمة في عام 2010 حسب إحصاء مكتب تعداد الولايات المتحدة.

## التركيبة السكانية
قام مكتب تعداد الولايات المتحدة بتحديد بيانات التركيبة السكانية لماونت فيرنون في تعداد الولايات المتحدة. في ما يلي، التركيبة السكانية حسب تعدادي 2000 و2010.

### تعداد عام 2000
بلغ عدد سكان ماونت فيرنون 595 نسمة بحسب تعداد عام 2000، وبلغ عدد الأسر 248 أسرة وعدد العائلات 162 عائلة مقيمة في المدينة. في حين سجلت الكثافة السكانية 856.1 نسمة لكل ميل مربع (330.5/كم2). وبلغ عدد الوحدات السكنية 270 وحدة بمتوسط كثافة قدره 388.5 نسمة لكل ميل مربع (150.0/كم2).
وتوزع التركيب العرقي للمدينة بنسبة 94.29% من البيض و 1.85% من الأمريكيين الأصليين و 0.17% من الأمريكيين الأفارقة و 3.70% من عرقين مختلطين أو أكثر. فيما شكل الهسبانيون أو اللاتينيون من أي عرق نسبة 2.18% من السكان.
بلغ عدد الأسر 248 أسرة كانت نسبة 31.0% منها لديها أطفال تحت سن الثامنة عشر تعيش معهم، وبلغت نسبة الأزواج القاطنين مع بعضهم البعض 51.6% من أصل المجموع الكلي للأسر، ونسبة 11.3% من الأسر كان لديها معيلات من الإناث دون وجود شريك، وكانت نسبة 34.3% من غير العائلات. تألفت نسبة 29.4% من أصل جميع الأسر من أفراد ونسبة 12.5% كانوا يعيش معهم شخص وحيد يبلغ من العمر 65 عاماً فما فوق. وبلغ متوسط حجم الأسرة المعيشية 2.97، أما متوسط حجم العائلات فبلغ 2.40.
بلغ العمر الوسطي للسكان 38 عاماً. وكانت نسبة 28.2% من القاطنين تحت سن الثامنة عشر، وكانت نسبة 6.7% بين الثامنة عشر والأربعة وعشرون عاماً، ونسبة 26.9% كانت واقعةً في الفئة العمرية ما بين الخامسة والعشرون حتى والأربعة وأربعون عاماً، ونسبة 24.5% كانت ما بين الخامسة والأربعون حتى الرابعة والستون، ونسبة 13.6% كانت ضمن فئة الخامسة والستون عاماً فما فوق. يوجد لكل 100 أنثى 90.7 ذكر، ويوجد لكل 100 أنثى في الثامنة عشر من عمرها فما فوق 83.3 ذكر.
بلغ متوسط دخل الأسرة في المدينة 31,635 دولار، أما متوسط دخل العائلة فبلغ 32,083 دولار. وكان متوسط دخل الذكور 33,611 دولار مقابل 17,292 دولار للإناث. وسجل دخل الفرد الخاص بالمدينة 13,241 دولار. وكانت نسبة 13.7% من العائلات ونسبة 13.8% من السكان تحت خط الفقر، وكان من هؤلاء نسبة 21.5% تحت سن الثامنة عشر ونسبة 3.1% في الخامسة والستين من العمر وما فوق.

### تعداد عام 2010
بلغ عدد سكان ماونت فيرنون 527 نسمة بحسب تعداد عام 2010، وبلغ عدد الأسر 259 أسرة وعدد العائلات 151 عائلة مقيمة في المدينة. في حين سجلت الكثافة السكانية 775.0 نسمة لكل ميل مربع (299.2/كم2). وبلغ عدد الوحدات السكنية 281 وحدة بمتوسط كثافة قدره 413.2 لكل ميل مربع (159.5/كم2).
وتوزع التركيب العرقي للمدينة بنسبة 95.4% من البيض و 0.2% من الأمريكيين الأصليين و 0.2% من الأمريكيين ذوي الأصول الآسيوية و 2.5% من عرقين مختلطين أو أكثر.
بلغ عدد الأسر 259 أسرة كانت نسبة 21.2% منها لديها أطفال تحت سن الثامنة عشر تعيش معهم، وبلغت نسبة الأزواج القاطنين مع بعضهم البعض 44.4% من أصل المجموع الكلي للأسر، ونسبة 9.7% من الأسر كان لديها معيلات من الإناث دون وجود شريك، بينما كانت نسبة 4.2% من الأسر لديها معيلون من الذكور دون وجود شريكة وكانت نسبة 41.7% من غير العائلات. تألفت نسبة 34.7% من أصل جميع الأسر من أفراد ونسبة 18.1% كانوا يعيش معهم شخص وحيد يبلغ من العمر 65 عاماً فما فوق. وبلغ متوسط حجم الأسرة المعيشية 2.61، أما متوسط حجم العائلات فبلغ 2.03.
بلغ العمر الوسطي للسكان 49 عاماً. وكانت نسبة 19.7% من القاطنين تحت سن الثامنة عشر، وكانت نسبة 4.1% بين الثامنة عشر والأربعة وعشرون عاماً، ونسبة 20.1% كانت واقعةً في الفئة العمرية ما بين الخامسة والعشرون حتى والأربعة وأربعون عاماً، ونسبة 33.9% كانت ما بين الخامسة والأربعون حتى الرابعة والستون، ونسبة 22.2% كانت ضمن فئة الخامسة والستون عاماً فما فوق. وتوزع التركيب الجنسي للسكان بنسبة 49.7% ذكور و50.3% إناث.

## وصلات خارجية
- The US50 - Cities and Towns in Oregon State